# Vox Populi (film fra 1919)
Vox Populi er en amerikansk stumfilm fra 1919 af Frank Lloyd.

## Medvirkende
- Geraldine Farrar som Marcia Warren
- Lou Tellegen som Prince Michael Orbeliana
- Mae Giraci
- Francis Marion
- Alec B. Francis